# Xabier Zumalde
Xabier Zumalde (Amorebieta-Echano, 27 de agosto de 1938-5 de noviembre de 2023) fue un histórico dirigente español del grupo terrorista ETA, primer jefe militar de ésta entre 1965 y 1976. Su mujer, Sabina, con la que se casó el 4 de julio de 1966 en el Santuario de Aránzazu, también formó parte de varios comandos. 

## Biografía
Hijo de republicanos acomodados (su padre era escultor y marmolista), Zumalde nació en plena Guerra Civil. De diez hermanos. Comenzó a trabajar a los doce años. Con la persecución franquista, su padre pasó de reconocido artista a simple marmolista de cementerios. Con quince años, a cambio de cuatro pesetas se integró en la plantilla de la metalúrgica IZAR como aprendiz. Allí tomó contacto con el mundo obrero. 
Ya en la fábrica empezó a demostrar sus dotes inventivas: para matar el tiempo allí fabricó, pieza a pieza, un Winchester de repetición que años más tarde confiscaría la Guardia Civil. A los dieciocho años, ingresó como voluntario en el Tercer Regimiento de Cazadores Alpinos de Huesca, donde se convirtió en experto en armas. En su casa nunca se habló de política; y, menos, de nacionalismo. Es una regla de convivencia que hoy la familia Zumalde mantiene con sus dos hijos, ya adultos; Xabier Zumalde lo recoge: «Son patriotas, abertzales románticos, como yo».
La primera que vez que Zumalde tuvo contacto con ETA se debió a una detención en comisaría: le habían golpeado en la comisaría y le habían llamado abertzale sin que él comprendiera el significado de la palabra. Como él mismo recoge, «En esta situación tuve conocimiento de que existía una organización nacionalista y radical muy diferente a los románticos del PNV, cuya máxima actividad por aquel entonces era recordar viejas hazañas, celebrar funerales, comilonas y el Aberri Eguna».
Después de esta experiencia Xabier Zumalde, con 22 años, se presentó ante el cura de Amorebieta, Pedro Berrio Ategortua, alias Petrus, un sacerdote progresista de la época, el cual concertó una cita con la organización ETA. 
En dicha cita, según  recuerda, apareció un joven simpático, con más aspecto de intelectual que de guerrillero. Le hizo unas preguntas, y le dijo: «Vale, ya eres uno más». Por entonces, 1965, ETA contaba con apenas una cincuentena de miembros cuya acción más heroica consistía en pintar Gora ETA al amparo de la noche en un trasmuro alejado de miradas. Zumalde recuerda que la gente, incluso, bromeaba irónicamente sobre las pintadas, haciendo comentarios como: «¿Qué venderán estos?».
Al poco tiempo, su enlace, El Pájaro Azul, le entregó un subfusil Sten MKII, una Luger P08 del Ejército alemán, una Star del nueve largo y dos granadas de mano que escondió en un local de la propia iglesia de Amorebieta. En junio de 1965, El Pájaro Azul le propuso asistir a la IV Asamblea de ETA. Le cita en el Santuario de Loyola, en Azcoitia, a la que asistieron treinta personas. En aquella asamblea Patxi Iturrioz le nombra, sin conocerlo de nada, jefe del Frente Militar, recién creado.
Zumalde adquirió el alias El Cabra. Originalmente con seis únicos voluntarios dispuestos a integrarse en el Frente Militar y comenzar la lucha armada reunidos en el Valle del Atxarte, desde las montañas se convirtió en el instructor y padre de la guerrilla psicológica etarra; entre sus acciones se encontraban hacer pintadas, colocar ikurriñas, fugaces invasiones militares de pequeños pueblos, sabotajes a compañías eléctricas o de comunicación, atracos... Su capacidad como jefe militar era alabada por la mayoría de sus hombres, que había reclutado en los primeros años en Vizcaya y con los cuales, tras cruzar la muga en el 68 en pleno estado de excepción y con toda su organización de guerrilleros desmantelada, sirvieron a sus órdenes en Iparralde.
Aún estaba lejos la primera sangre etarra, la del guardia civil José Pardines, muerto a tiros en Villabona el 7 de junio de 1968. Zumalde presume de que él nunca mató a nadie; tal como dice él: «La muerte no sirve para nada».
En sus once años de militancia Zumalde se ganó un prestigio, dejando de ser El Cabra para convertirse en El Brujo. Tras la muerte del dictador Francisco Franco, Zumalde abandonó ETA en 1976, pues como él sostiene: «Cuando hablan las urnas, callan las armas». Tras la amnistía, decretada el 15 de octubre de 1977, ETA se pone en contacto con él de nuevo.
En los últimos años de su vida despreció la lucha armada; no se arrepientió de lo que hizo, y deploró las lecciones sobre el arte de matar que tanto emplearon sus herederos.
Murió el 5 de noviembre de 2023, a los 85 años.